# Wedgefield (Florida)
Wedgefield es un lugar designado por el censo ubicado en Orange en el estado estadounidense de Florida. En el Censo de 2010 tenía una población de 6.705 habitantes y una densidad poblacional de 110,41 personas por km².

## Geografía
Wedgefield se encuentra ubicado en las coordenadas 28°29′10″N 81°4′55″O / 28.48611, -81.08194. Según la Oficina del Censo de los Estados Unidos, Wedgefield tiene una superficie total de 60.73 km², de la cual 60.56 km² corresponden a tierra firme y (0.28%) 0.17 km² es agua.

## Demografía
Según el censo de 2010, había 6.705 personas residiendo en Wedgefield. La densidad de población era de 110,41 hab./km². De los 6.705 habitantes, Wedgefield estaba compuesto por el 74.02% blancos, el 10.8% eran afroamericanos, el 0.33% eran amerindios, el 5.12% eran asiáticos, el 0.25% eran isleños del Pacífico, el 5.47% eran de otras razas y el 4.01% pertenecían a dos o más razas. Del total de la población el 25.46% eran hispanos o latinos de cualquier raza.